# Districtul Oggaz
Oggaz este un district din provincia Mascara, Algeria.